# Juan Luis Mendizabal
Juan Luis Mendizabal Markiegi conocido como Mendi (Lequeitio, Vizcaya, 1928-San Sebastián, 19 de marzo de 2019) fue un pintor paisajista español.

## Biografía

### Infancia y juventud
Nacido en Lequeitio. Su padre era un indiano que, tras haber hecho fortuna en Perú, quiso a su vuelta afincarse en Lequeitio, pero al no conseguir un solar adecuado, decidió probar suerte en San Sebastián. En el viaje a la capital guipuzcoana, el tren en el que viajaban sufrió una avería en las proximidades de Zarauz. Mientras se solucionaba la avería, su padre conoció al padre de Salbatore Mitxelena, que les ofreció un terreno donde los Mendizabal construyeron su nuevo hogar. 

### Carrera artística
La vida en Zarauz resultó tranquila. Con frecuencia se celebraba una tertulia debajo de la higuera de la casa de su padre. Allí aparecían varios indianos que habían tratado de hacer fortuna en América, como su padre. Entre los diversos personajes que pasaron por allí, se encontraba un artista y dibujante madrileño, llamado Trillo, que le enseñó a dibujar paisajes con la playa como telón de fondo. Más adelante, estudió con Vicente Cobreros Uranga y con Ascensio Martiarena, decantándose por el impresionismo. 
En 1940, tras la muerte de su padre, se mudó con su madre, Juliana, a San Sebastián. Allí sacó una plaza en las oposiciones como responsable de la Obra Cultural de la Caja de Ahorros Municipal. Desde ese puesto mantuvo una estrecha relación con diversos artistas, como Eduardo Chillida, Jorge Oteiza o Julio Caro Baroja. 
En la década de los 50 inició su andadura pictórica en una muestra de artistas noveles de Guipúzcoa. Desde entonces, presentó sus trabajos en diversos lugares, fundamentalmente en la provincia de Guipúzcoa, tanto en exposiciones colectivas como individuales.
Supo transmitir su amor por el paisaje guipuzcoano, en especial por la playa de Zarauz y el Ratón de Getaria, a donde acudió diariamente durante un año para retratarlos en pequeños cuadros. En 2013 se estrenó un cortometraje sobre una iniciativa que el pintor puso en marcha en julio de 1992. Su amigo, el acordeonista y profesor de música Josu Txapartegi (Txapas), le dedicó una canción en la que se hace una referencia a la visita que cada lunes hacía Mendi a la ikastola.
Durante un tiempo residió en Perú, el país de su mujer, Chabela, que falleció unos años antes que él.

### Homenajes
En 2014, Zarauz le tributó un homenaje con la organización de varios actos. Entre ellos, se expuso —en el mercado municipal— una muestra en la que se recopilaron obras que Mendi había realizado desde 1935. Colaboraron en la organización del evento: el Ayuntamiento de Zarauz, la asociación Artezaleak, la galería Ispilu Arte y la ikastola Salbatore Mitxelena. En esta escuela trabajó Mendizabal durante diez años como profesor de dibujo.
Se piensa que el ochenta por ciento de los cuadros que pintó los regaló a sus amigos. Mendi también contaba con una extensa colección de libros, unos 2500 aproximadamente, que en 2013 donó al Ayuntamiento de Zarauz.